# Lydella brunnicornis
Lydella brunnicornis là một loài ruồi trong họ Tachinidae.